# الاتفاقية الأوروبية الآسيوية لبراءات الاختراع
الاتفاقية الأوروبية الآسيوية لبراءات الاختراع أو المنظمة الأوراسية للبراءات (EAPO) هي منظمة دولية أسستها عام 1995 اتفاقية البراءات لجماعة المنطقة الأوروبية الآسيوية (EAPC) لمنح براءات الاختراع للدول الأعضاء في أوراسيا. اللغة الرسمية للمنظمة هي اللغة الروسية ورئيسها الحالي هو ساولي تليفليسوفا. يقع المقر الرئيسي لمنظمة EAPO في موسكو، روسيا.

## العضوية والموقعون

### الدول الأعضاء
اعتبارًا من فبراير 2021، أصبحت الدول الثماني التالية دولًا متعاقدة في EAPC وبالتالي أعضاء في المنظمة الأوراسية للبراءات:
- أرمينيا
- أذربيجان
- بيلاروس
- كازاخستان
- قرغيزستان
- طاجيكستان
- تركمانستان
- روسيا

### الأعضاء السابقون
مولدوفا دولة عضو سابقة في المنظمة الأوراسية للبراءات. في 26 أكتوبر/تشرين الأول 2011، انضمت مولدوفا إلى اتفاقية براءات الاختراع الأوراسية، لكنها لم تعد طرفًا فيها منذ 26 أبريل/نيسان 2012. في ديسمبر 2011، تمت الموافقة على المفاوضات بشأن "اتفاقية التحقق والتعاون" بين مكتب براءات الاتحاد الأوروبي (EPO) ومولدوفا من قبل المجلس الإداري للمنظمة الأوروبية لبراءات الاختراع. دخلت اتفاقية التحقق مع مولدوفا حيز التنفيذ في 1 نوفمبر 2015.
رغم أن مولدوفا غادرت منظمة براءات الاختراع الأوراسية، فقد وقعت وكالة الملكية الفكرية في مولدوفا اتفاقية تعاون بين مولدوفا والمنظمة الأوراسية للبراءات في عام 2017.

### الموقعون الذين لم يصبحوا أعضاء
على الرغم من أن أوكرانيا وجورجيا كانتا من الموقعين الأصليين على اتفاقية براءات الاختراع الأوراسية، إلا أنهما لم تصادقا عليها.
عام 2019، كان من المتوقع أن تسفر المفاوضات بين مكتب براءات الاختراع الأوروبي (EPO) وجورجيا عن اتفاقية تحقّق، مماثلة لتلك الموقعة بين المكتب الأوروبي لبراءات الاختراع ومولدوفا.

## التعاون الدولي
تتعاون المنظمة الأوراسية للبراءات مع منظمات براءات الاختراع الأخرى وقد وقعت مذكرات تفاهم مع الجهات التالية:
- المنظمة الإقليمية الإفريقية للملكية الفكرية
- مكتب براءات الاختراع الأوروبي
- مكتب الاتحاد الأوروبي للملكية الفكرية
- مكتب الملكية الفكرية الكوري
- المنظمة العالمية للملكية الفكرية

### برنامج متابعة البراءات
```
يُشكّل برنامج الطريق السريع لمتابعة براءات الاختراع (PPH) اتفاقيات ثنائية بين مكتب براءات الاختراع الأوراسي ومكاتب براءات أخرى، تهدف إلى إتاحة فرص لمقدمي الطلبات للحصول على براءة اختراع أسرع وأكثر كفاءة، في أحد مكاتب براءات الاختراع المشاركة. يتيح البرنامج فحصًا أسرع لبراءات الاختراع مقارنةً بطلبات مكاتب براءات الاختراع غير المشاركة. حاليًا، تشمل المكاتب الشريكة المشاركة في البرنامج مكتب براءات الاختراع الياباني، 
ومكتب براءات الاختراع الأوروبي
، والإدارة الوطنية الصينية للملكية الفكرية، ومكتب الملكية الفكرية الكوري، ومكتب براءات الاختراع والتسجيل الفنلندي.
[
12
]
```

### تبادل وثائق براءات الاختراع
بالإضافة إلى ذلك، ووفقًا لموقعها على شبكة الإنترنت، ترتبط منظمة براءات الاختراع الأوروبية باتفاقيات مختلفة بشأن تبادل وثائق براءات الاختراع مع 38 دولة في جميع أنحاء العالم. آسيا، وأوروبا، وأمريكا الشمالية.
تنظم أعمال المنظمة الأوراسية معاهدة التعاون بشأن البراءات.